# Hochschule für Angewandte Wissenschaften Hamburg
La Hochschule für Angewandte Wissenschaften Hamburg (en abrégé : HAW Hamburg, et jusqu'en 2001 : Fachhochschule Hamburg) est la deuxième plus grande université de Hambourg. Elle fait partie du réseau UAS7 orienté vers la recherche appliquée et composé des sept universités allemandes de sciences appliquées. La HAW Hamburg est organisée en quatre facultés et comprend 18 départements, répartis sur quatre sites de la ville. Lors de l'année scolaire 2023, 16454  étudiants y suivent 37 cours de licence et 35 cours de master. Le corps enseignant comprend 419 professeurs, 457 chargés de cours et 457 assistants de recherche.

## Historique
La HAW Hamburg d'aujourd'hui procède de nombreuses institutions qui l'ont précédé. Parmi elles l'institut de pédagogie sociale, ouvert en 1917, qui était un campus technique d'État avec une école supérieure de génie mécanique (1893), de construction navale (1895), de construction de véhicules terrestres (1896) de génie électrique (1896) et de mécanique navale (1899). On y compte aussi l'école de commerce pour filles, ouverte en 1873 par Emilie Wüstenfeld, et à partir de laquelle se sont développées l'école supérieure de la mode et plus tard l'école d'art pour le textile, le graphisme et la publicité, qui forment aujourd'hui le noyau du département de design de la HAW Hamburg.
À l'automne 1968, la conférence permanente des ministres de l'Éducation des Länder décide de regrouper les anciennes écoles d'ingénieurs et les instituts techniques d'économie, ceux d'éducation et de travail sociaux, ceux de design et ceux d'agriculture dans un modèle unique de Fachhochschule. Celles-ci sont destinées aux étudiants qui ont obtenu leur diplôme de fin d'études secondaires (équivalent en France du baccalauréat technique) et réussi la Fachhochschulreife (qualification pour l'admission en collège technique) et leur proposent un programme d'études axé sur la pratique sur une base scientifique et leur permet d'obtenir un diplôme d'études supérieures.
Le 18 février 1970, le parlement régional de Hambourg a acté la création de la Fachhochschule Hamburg. Elle a pour mission de dispenser une formation professionnelle à caractère scientifique ou artistique. L'objectif de la formation est l'application des méthodes et des connaissances scientifiques dans une activité professionnelle indépendante. Treize écoles différentes, auparavant indépendantes, forment désormais des départements de la Fachhochschule Hamburg.
En 2001 la Fachhochschule Hamburg est rebaptisée Hochschule für Angewandte Wissenschaften Hamburg (université des sciences appliquées de Hambourg). En 2020, la HAW Hambourg a célébré son 50e anniversaire.
Les départements d'architecture, de génie civil et de géomatique sont transférés en 2006 à la HafenCity Universität Hamburg nouvellement créée. L'ancien département d'architecture de l'Université des beaux-arts de Hambourg et le département d'urbanisme de l'Université technique de Hambourg-Harburg s'y retrouvent également.
En raison de son histoire d'origine, la HAW Hamburg présente un large éventail de matières et de compétences. Afin de les regrouper efficacement, elle a commencé en 2006 à mettre en place des centres de compétence. De nouveaux domaines d'études interdisciplinaires (par exemple « santé », « énergies renouvelables et efficacité énergétique », « communication ») sont ainsi créés entre les facultés et semblent pertinents pour l'avenir.
En 2010, une chorale universitaire a été fondée, dirigée par Uschi Krosch et a participé à un projet au Carnegie Hall en 2019.

## Études et enseignement

### Facultés et départements
L'enseignement et la recherche à la HAW Hamburg sont organisés en quatre facultés comportant au total 18 départements:
Faculté de Design, Médias et Information (DMI)
- Département design
- Département technologie des médias
- Département communication

Faculté de technologie et d'informatique (TI)
- Département véhicules et construction aéronautique
- Département informatique
- Département information et génie électrique
- Département génie mécanique et production

Faculté des sciences de la vie (LS)
- Département sciences de la santé
- Département biotechnologie
- Département technologie médicale
- Département technologie environnementale
- Département génie des procédés
- Département sciences nutritionnelles
- Département de génie industriel, en collaboration avec l'Université de Hambourg et l' Université fédérale militaire

Faculté des sciences économiques et sociales (W&S)
- Département administration publique
- Département travail social
- Département soins infirmiers
- Département économie

### Formation des fonctionnaires
Les futurs fonctionnaires territoriaux de  Hambourg sont formés à la HAW Hambourg depuis 2005 (département administration publique).
En règle générale, les étudiants reçoivent leur diplôme (Bachelor) après six semestres, dont deux qu'ils passent dans des stages pratiques dans l'administration auprès de Dataport (établissement public interrégional d'information et communication).

## Recherche
HAW Hamburg organise ses activités de recherche, de développement et de transfert dans:
- des centres de compétence
- des centres de recherche et de transfert
- des groupes de recherche

Qui s'inscrivent dans les principaux domaines de recherche :
- énergie et développement durable
- santé et nutrition
- mobilité et circulation
- information, communication et médias

## Localisation
Parce que le HAW Hamburg est issu de diverses universités, sa vie de campus est façonnée par différents quartiers de Hambourg :
| Campus                                    | Adresse                                                                                 | Quartier                     |
| ----------------------------------------- | --------------------------------------------------------------------------------------- | ---------------------------- |
| Campus central Berliner Tor               | Berliner Tor (de) 5–13, 21 Stiftstraße 69 Alexanderstraße 1 Steindamm (de) 94, 103, 105 | Sankt Georg (Hambourg-Mitte) |
| Campus de Bergedorf                       | Ulmenliet 20 Lohbrügger Kirchstraße 65                                                  | Lohbrügge (Bergedorf)        |
| Campus Armgartstrasse                     | Armgartstrasse 25                                                                       | Hohenfelde (Hambourg-Nord)   |
| Campus des arts et des médias de Hambourg | Finkenau 35                                                                             | Uhlenhorst (Hambourg-Nord)   |

## Coopération doctorale
En tant que Fachhochschule, la HAW ne décerne pas elle-même de doctorats, mais soutient des étudiants qualifiés dans l'initiation et la mise en œuvre de doctorats en coopération avec des universités allemandes et étrangères habilitées à les décerner. Elle a des coopérations doctorales contractuelles avec l'université de Hambourg, l'université de technologie de Hambourg-Harburg, l'université HafenCity Hambourg, l'université de musique et de théâtre, l'université Helmut Schmidt / université des Forces armées fédérales et à l'international l'université de l'Écosse de l'Ouest et l'université polytechnique de Valence. Les professeurs de la HAW Hambourg supervisent actuellement plus de 135 projets de doctorat  en coopération avec des collègues d'universités habilitées à décerner des doctorats. Pour soutenir les doctorants, HAW Hambourg exploite un centre doctoral indépendant dirigé par Michael Gille au sein du département Recherche & Transfert à Steindamm 103.

## Anciens élèves
- Reem Khamis